# 完全自殺手冊
《完全自殺手冊》由鶴見濟著，於1993年7月7日由太田出版出版。書中參照法醫學著作討論與分析自殺的各種方法，但以自殺方法編寫的此書引起日本社會以至亞洲轟動並引發廣泛討論。由於討論自殺方法已違背提倡延續生命的道德標準，1997年開始在日本一些都道府縣列入有害圖書名單並限制販售，1994年12月1日臺灣出版的中文版也於1999年在臺灣與香港禁止販售，而鶴見濟亦因此書而成名。

## 內容
該書主要介紹藥物、上吊、跳樓、割腕與自刎、撞車、瓦斯中毒（煤氣中毒）、觸電、投水（投河、投海）、氣斃、自焚、凍死及其他自殺方法如餓死、被動物咬死或以其他物理形式致死方法。
書中詳細說明各種方法的過程，以痛苦度、麻煩度、死狀、牽連程度、衝擊與致死度多種評價；書中介紹各種自殺方法的生理反應（包括自身感受），與各種方法之相關說明，如介紹各種市面能購得的藥物致死之劑量、日本之各種自殺的「熱門地方」等，每種方式均附實際案例；書末附有自殺者統計情況，包括以各種自殺方式、男女之間各種方法、自殺月份、世界主要地區自殺率等比較。

## 關連事件
- 該書甫出版因其內容而轟動全亞洲，1997年金融風暴開始經濟不景氣與1999年開始於日本、臺灣興起的網絡自殺更令本書受注目，但社會中出現較強的反對聲音。反對理由指該書提倡各種自殺，牴觸爭取生存的道德標準，違反社會道德價值，並以此引發「該書之出版單位或作者是否有對自殺者之自殺行為負上一定責任之議論（參見下面連結「黑色書刊殺人」一文）。

- 支持出版者則認為，本書純粹以法醫學為基討論各種自殺方法，並沒有引導其萌生自殺念頭的傾向，而書中後記作者亦有指明本書不是建議大家自殺、只是「想活的話就要活得自在，想死的話也要死得自在」。

- 有中國媒體根據其線索調查散播內容之站台之網民取向，與其他變態行為如自虐、虐畜等一同在篇章中討論。

- 1994年橫內正昭推出《完全復仇手冊》。該書以《完全自殺手冊》為藍本，並聲稱自殺是錯誤的行為、復仇才是積極的做法，介紹具體的復仇法。

- 據報《完全自殺手冊》售出超過100萬本，在港發售時曾供不應求，已被香港影視及娛樂事務管理處列為第三類物品（即被禁止出版、出售及任何形式傳播）。因其內容在亞洲區已成禁書，近年該書中文版文字在網上流傳，引起警方注意。

### 有害图书指定问题
在日本，本书于1993年出版后即引发社会持续关注，日本警方把該年的自殺個案升高歸因於著作上。而在此期间并无任何规管措施，包括未成年人在内，任何人都可以在書店试阅或购买；就连公立图书馆也是将其列入公开图书类别，允许自由借阅。到了1997年，在全国各地依据《青少年保護育成条例》，加强对“有害信息”规管的大背景下（如加大对投稿写真杂志的限制等），群馬县等地开始将该书指定为有害图书。作为回应，太田出版随后给书籍加上写有“未满18岁请勿购买”字样的封带，并装入塑胶袋中密封，以防止未成年人在书店阅读。
尽管《東京都青少年健全育成条例》第8条第1項规定，「贩卖的、分发的、或是用于阅读或观赏的图书类或电影等，其内容对青少年来说，…（中略）可能极大地诱发自杀或犯罪，阻碍青少年健全成长的」可以归为不健全图書，但東京都并没有对本书作出指定。

## 相關案例
- 2002年9月，香港一名家境富裕單身女子懷疑不堪工作壓力，在家以該書第一章中的「醫藥品以外」的方法服用，隨即昏迷幸被友人揭發救回一命。2001年7月底在香港上映的電影《全職殺手》中主角亦有一幕類似之毒液製造方法[4]。

- 2004年12月，香港一名受病魔折磨的男子在屯門一燒烤場以繩索附著長椅使其窒息致死。此案與及上列之案例被香港警方認為是參照該書第二章之圖解做法[4]。

- 2002年11月17日下午，臺灣交通大學電子工程系一年級學生被發現在寢室上吊自殺，警方在其仍開啟的電腦中發現以「完全自殺手冊」為名之網頁第四條之上吊方法敘述（但在書中為第二章），疑有參照後尋死。

- 2005年4月11日，一位高中女學生與其網友被發現在臺灣高雄縣鳳山市一家旅社房間內燒炭自殺，高雄縣警察局電腦犯罪專責組發現兩人皆有加入提倡自殺之網上社群，並研判有自杀傾向；並在兩人電郵中發現指向有轉載該書全文之網站內容，懷疑自殺方式有參閱該內文[5]。

- 2005年3月下旬，中國有報導傳播該書內容的網頁，記者訪問公安局，負責人首度表示此為有害信息，傳播者查明負刑事責任[5]。

- 2005年8月下旬，臺灣高雄一名林姓大學生在個人部落格轉載該書內容，雖他稱轉載因為本書有學術價值且他並無教唆與自殺念頭，但刑事警察局仍認事態嚴重並將該青年傳喚到案[6]。

- 2007年12月30日，住桃園縣在一家知名科技廠上班的林先生下週就要結婚，林父前晚拿油漆要粉刷兒子新房時，驚見兒子在窗邊以電線上吊，手上有數道割痕，地上大攤血跡，死亡多時；警方勘驗發現，死者電腦上顯示「完全自殺」網頁，由於未留遺書，家屬與未婚妻對林何以自殺，也完全沒有頭緒[7]。

## 相關漫畫
由於《完全自殺手冊》所引起的轟動，令網路上也出現了由安迪纫利（Andy Riley）所創作漫畫《找死的兔子》（The Book of Bunny Suicides），講述一隻白兔用不同的方法去自殺。